# Västra Grycktjärnen
Västra Grycktjärnen är en sjö i Malung-Sälens kommun i Dalarna och ingår i Göta älvs huvudavrinningsområde. Sjön har en area på 0,0592 kvadratkilometer och ligger 430,1 meter över havet.

## Delavrinningsområde
Västra Grycktjärnen ingår i det delavrinningsområde (676192-134232) som SMHI kallar för Utloppet av Grycken. Medelhöjden är 459 meter över havet och ytan är 18,73 kvadratkilometer. Det finns inga avrinningsområden uppströms utan avrinningsområdet är högsta punkten. Vattendraget som avvattnar avrinningsområdet har biflödesordning 3, vilket innebär att vattnet flödar genom totalt 3 vattendrag innan det når havet efter 491 kilometer. Avrinningsområdet består mestadels av skog (54 procent) och sankmarker (27 procent). Avrinningsområdet har 2,8 kvadratkilometer vattenytor vilket ger det en sjöprocent på 14,9 procent.